# Laur
Laur fou un antic regne hindú al territori de la divisió de Sylhet avui a Bangladesh, antigament el districte d'Habijang i abans districte de Sylhet del qual fou una de les subdivisions sota domini britànic. Sylhet fou conquerit pels musulmans al segle xiv (1384) però Laur, que ocupava el districte de Sunambanj i part del de Habijang, va conservar la independència fins al temps de l'emperador Akbar; el darrer raja hindú Govind, fou cridat a la cort mogola i allí es va fer musulmà i l'estat va esdevenir un jagir; el seu net Laur va abandonar Laur i va construir la ciutat de Baniachang (inicis del segle xviii) com a nova capital. Els rages de Laur eren responsables de la defensa de la frontera. Sota Ali Werdi Khan nawab de Bengala, a la meitat del segle xviii el territori va quedar subjecte a un pagament de diners sobre la terra. El 1765 va esdevenir un zamindari dins l'administració civil britànica.